# Государственный комитет Российской Федерации по охране окружающей среды
Государственный комитет Российской Федерации по охране окружающей среды (Госкомэкология России) — до момента своего упразднения, в апреле 2000 года, являлся федеральным органом исполнительной власти, осуществляющим на коллегиальной основе межотраслевую координацию и функциональное регулирование в сфере охраны окружающей среды, обеспечения экологической безопасности и сохранения биологического разнообразия, а также осуществляющим государственный экологический контроль и государственную экологическую экспертизу. 
В Госкомэкологии создавался научно-технический совет, совет государственной экологической экспертизы, совет уполномоченных представителей региональных объединений территориальных природоохранных органов. 22 октября 1997 года постановлением Правительства Российской Федерации № 1344 были внесены изменения в Положение о должностных лицах Минприроды, осуществляющих экологический контроль, в том числе и установлено, что Главным государственным инспектором по охране природы является председатель Госкомэкологии.

## История
Госкомитет России по охране окружающей среды образован 19 декабря 1991 года Законом Российской Федерации «Об охране окружающей природной среды».
Предшествующие структуры:
- Госкомитет РСФСР по охране природы (1988 год — 14 июля 1990 года);
- Государственный комитет РСФСР по экологии и природопользованию (14 июля 1990 года — 30 июля 1991 года);
- Министерство экологии и природопользования РСФСР (30 июля — 28 ноября 1991 года);
- Министерство экологии и природных ресурсов (28 ноября 1991 года — 30 сентября 1992 года).

Упразднён Указом Президента Российской Федерации№ 867 «О структуре федеральных органов исполнительной власти», от 17 мая 2000 года. В настоящее время схожие полномочия исполняет Федеральная служба по надзору в сфере природопользования (Росприроднадзор). Многие специалисты негативно оценивают упразднение Государственного комитета Российской Федерации по охране окружающей среды.